# Hirundo nigrorufa
Andorinha-vermelha-e-preta ou andorinha-preta-e-ruiva (Hirundo nigrorufa) é uma espécie de ave da família Hirundinidae.
Pode ser encontrada nos seguintes países: Angola, República Democrática do Congo e Zâmbia.